# Remonde
Remonde (llamada oficialmente San Miguel de Remonde) es una parroquia y una aldea española del municipio de Palas de Rey, en la provincia de Lugo, Galicia.

## Organización territorial
La parroquia está formada por cuatro entidades de población, constando tres de ellas en el nomenclátor del Instituto Nacional de Estadística español:
- O Fonte do Mallo
- Remonde
- Vacariza (A Vacariza)
- Vilar (O Vilar)

## Demografía

### Parroquia
| Gráfica de evolución demográfica de Remonde (parroquia) entre 2000 y 2020 |
|                                                                           |
| Datos según el nomenclátor publicado por el INE.                          |

### Aldea
| Gráfica de evolución demográfica de Remonde (aldea) entre 2000 y 2020 |
|                                                                       |
| Datos según el nomenclátor publicado por el INE.                      |